# Этельреда Нортумбрийская
Этельреда (Ethelreda), также известная как Остреда или Утреда — дочь Госпатрика, графа Нортумбрии. Супруга короля Шотландии Дункана II и мать Уильяма Фиц-Дункана. О ней известно крайне мало.
В 1094 году, до смерти супруга 12 ноября, Этельреда около шести месяцев была королевой-консортом.
После того, как Дункан был убит Мормаером Маэлем Петайром из Мирнса, вполне вероятно, что Этельреда бежала по крайней мере с одним ребёнком, Уильямом Фиц-Дунканом, в безопасный город Олердейл в Камберленде, где лордом был её брат, Вальтеоф.
Chronicon Cumbriæ сообщает, что Вальтеоф пожаловал Броутон, Рибтон и Литтл-Броутон своей сестре Этельреде и Вальтеофу, сыну Гиллемина, её будущему мужу. Большая часть земель Вальтеофа из Олердейла в конечном итоге унаследовал сын Этельреды Уильям Фиц-Дункан.